# 天神之后圣殿 (栋布罗瓦古尔尼恰)
天神之后圣殿（Bazylika Najświętszej Maryi Panny Anielskiej）是一座罗马天主教堂区教堂、次级宗座圣殿，位于波兰西里西亚省的栋布罗瓦古尔尼恰，属于天主教索斯諾維茨教区。该堂供奉圣母玛利亚，1897年起供奉天神之后像。1901年3月19日由教宗良十三世升格为次级宗座圣殿。
该堂建于1898-1912年，由约瑟夫·斯特凡·波米安-波米安诺夫斯基设计，新哥特式风格。1912年祝圣。1996年3月29日公布为文物古迹。

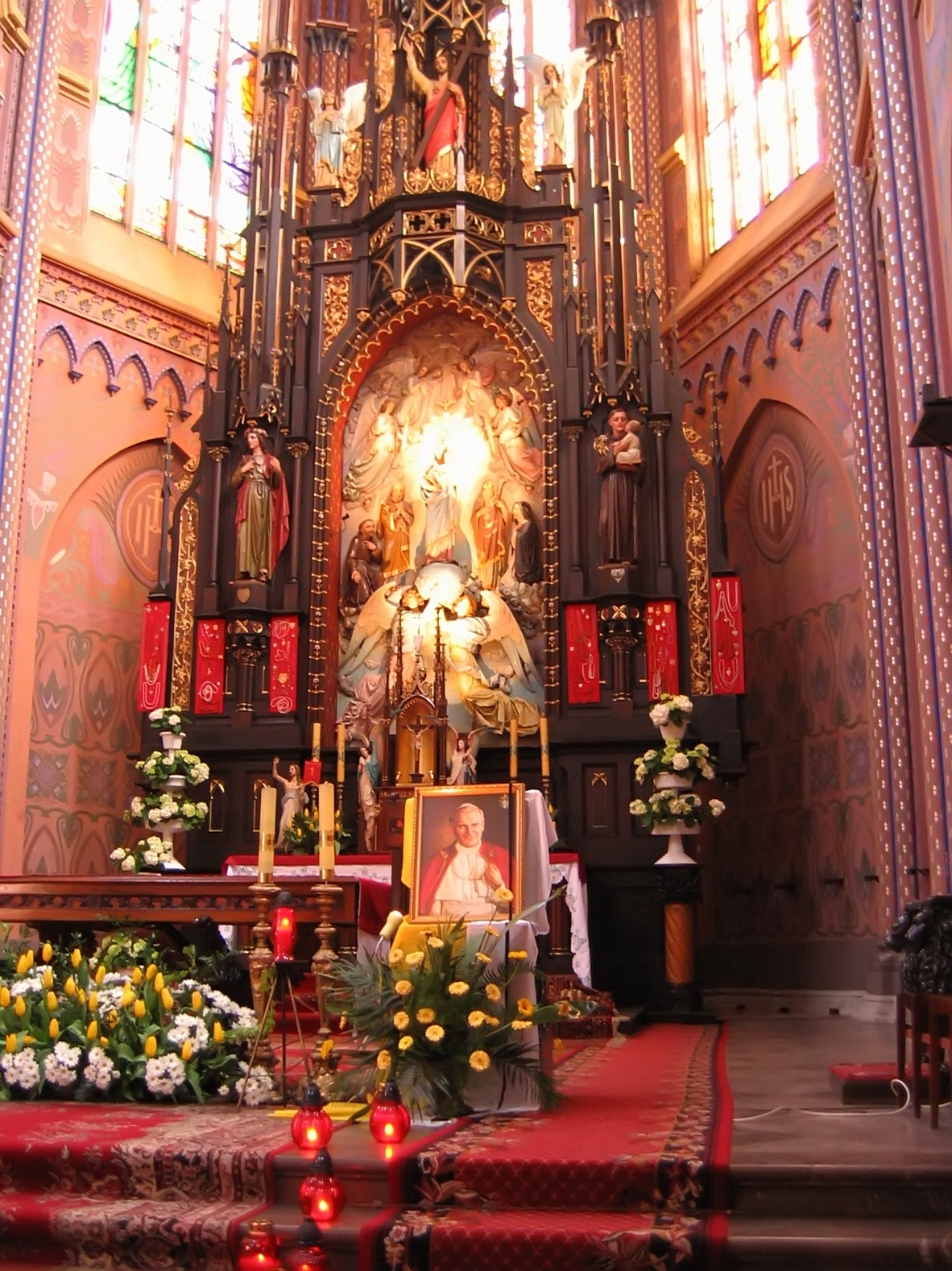
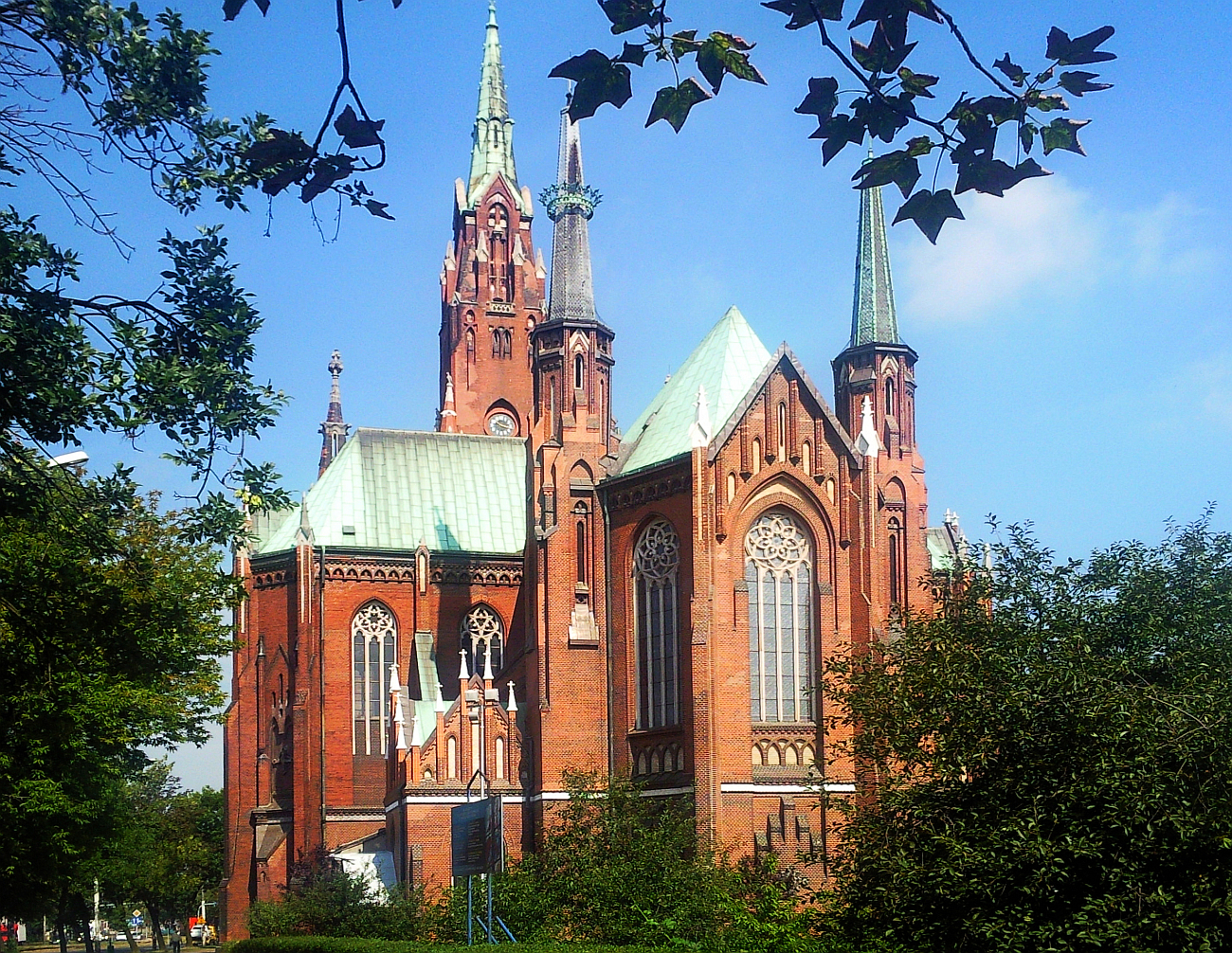
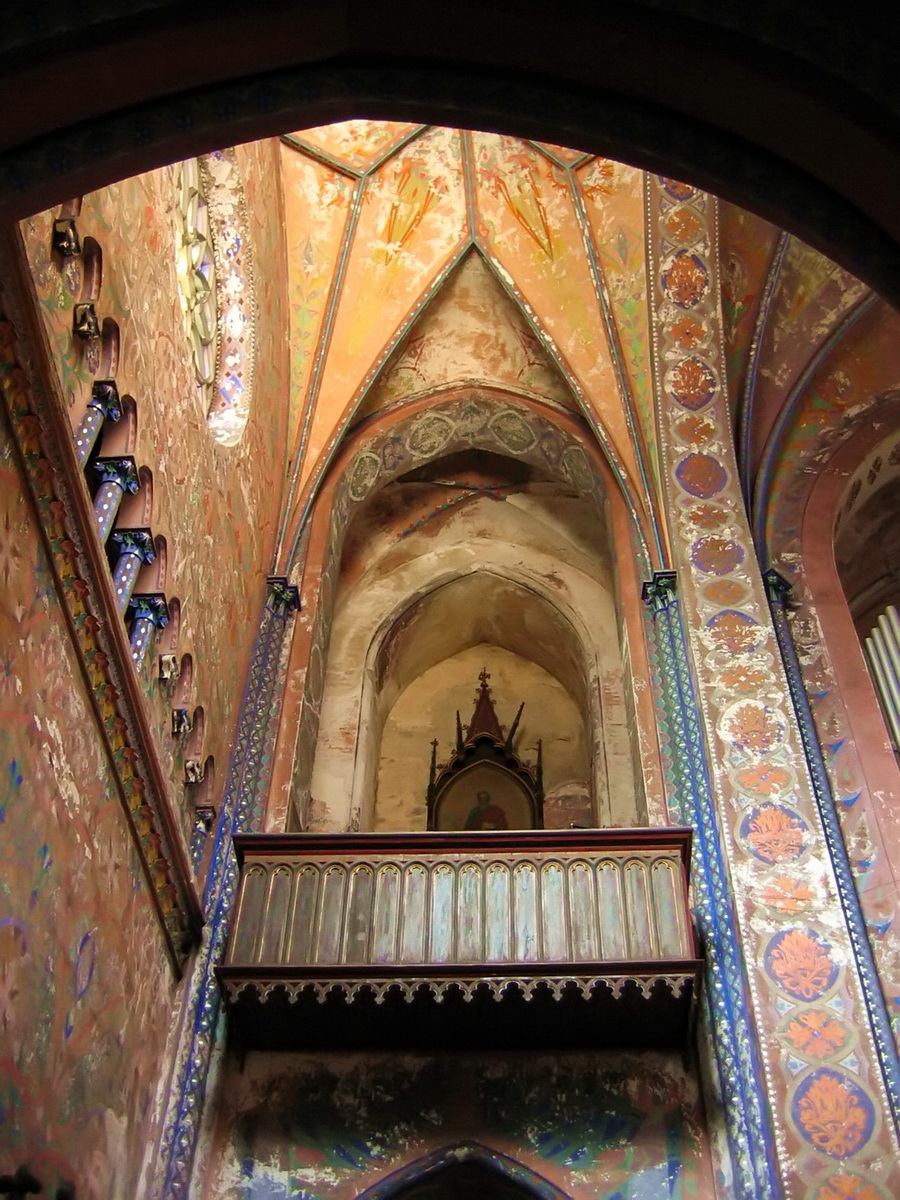
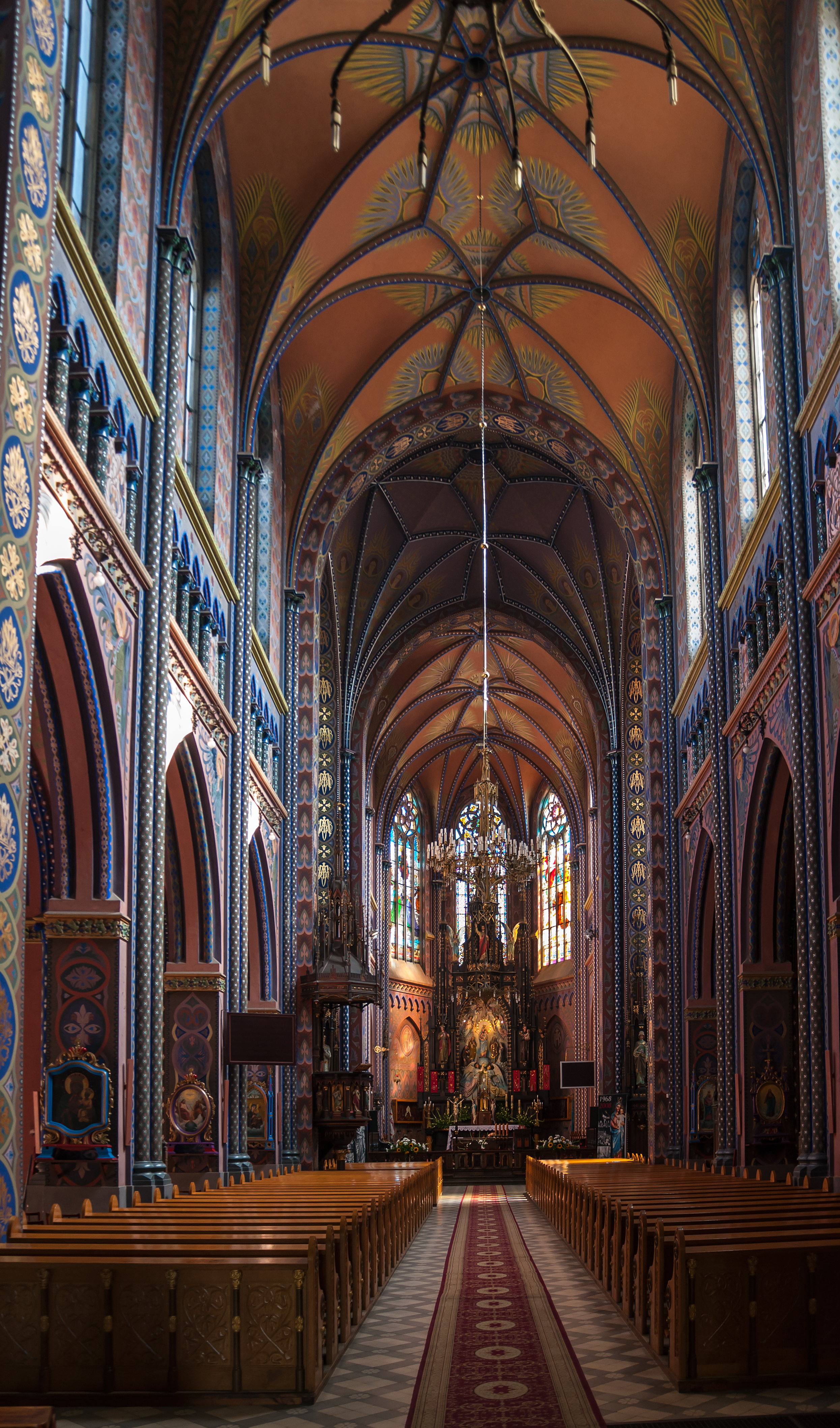
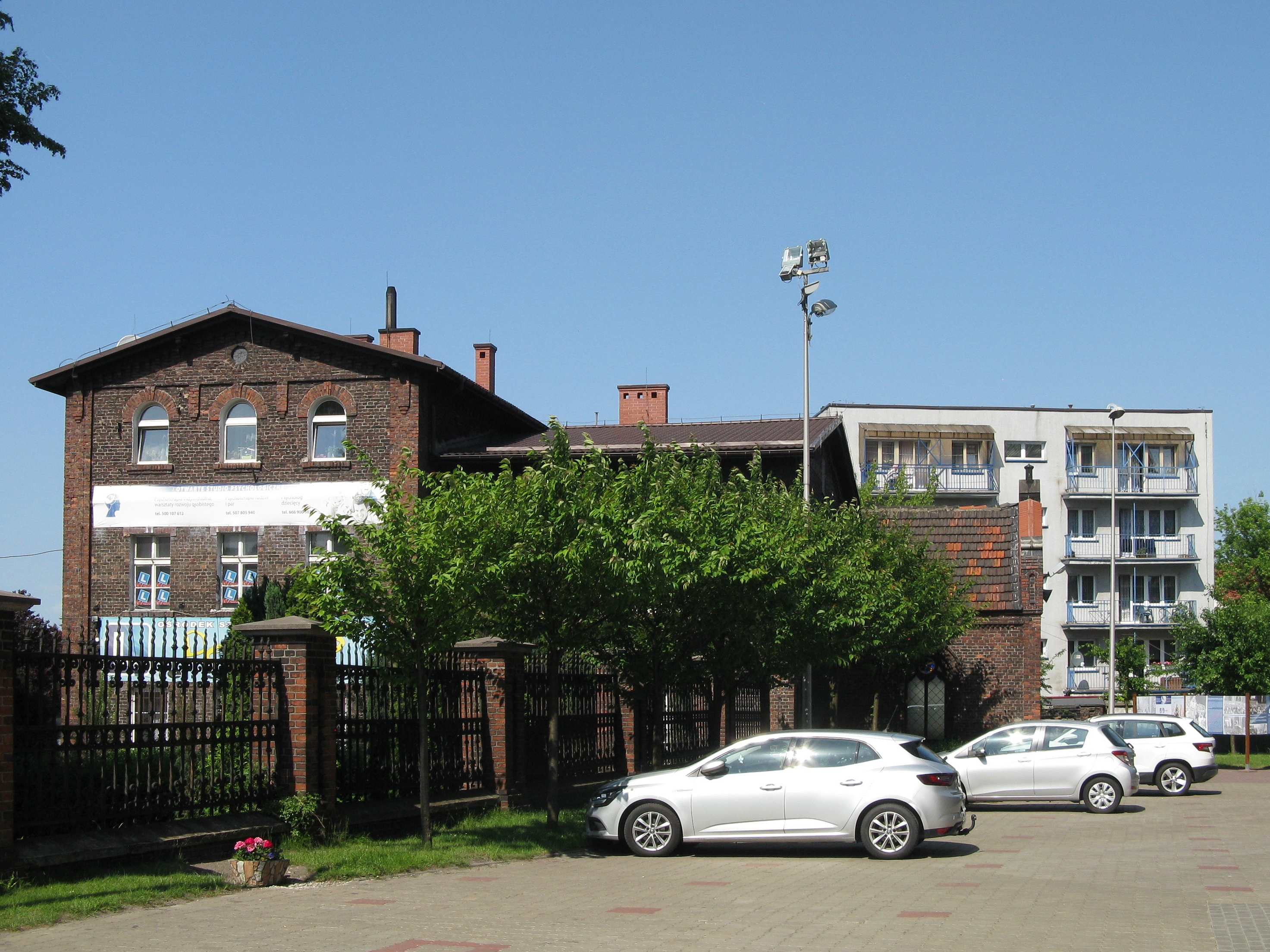
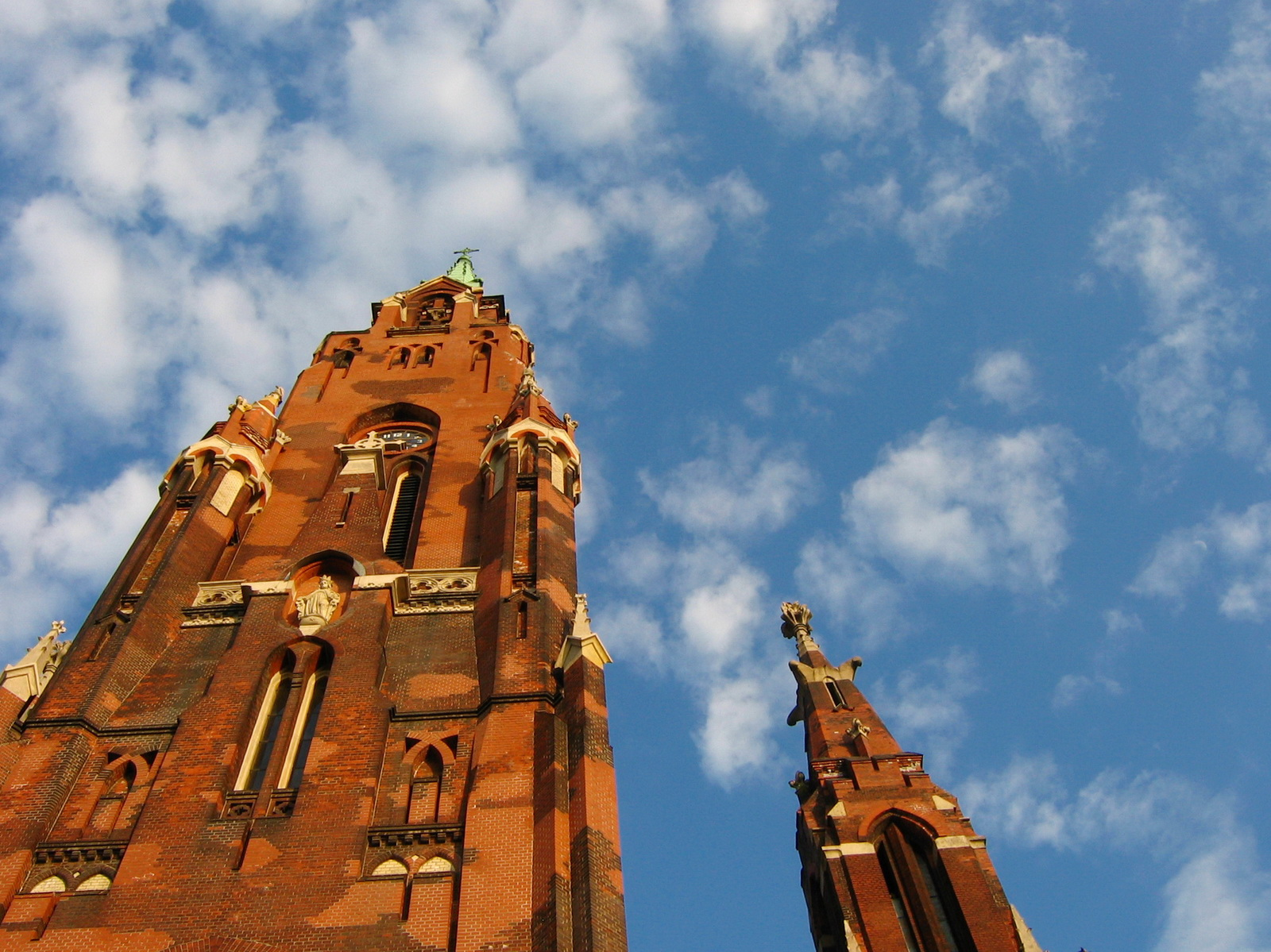
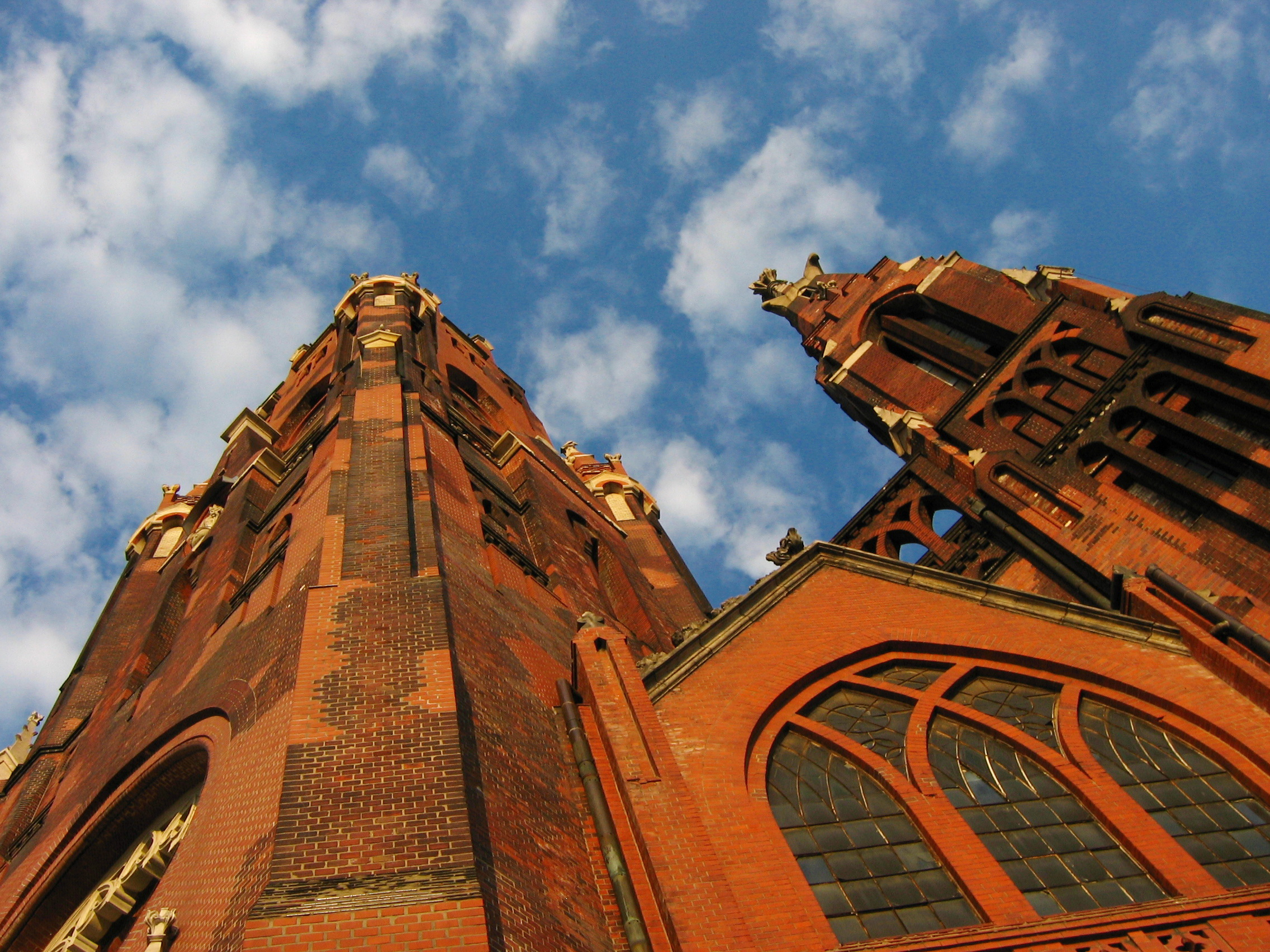
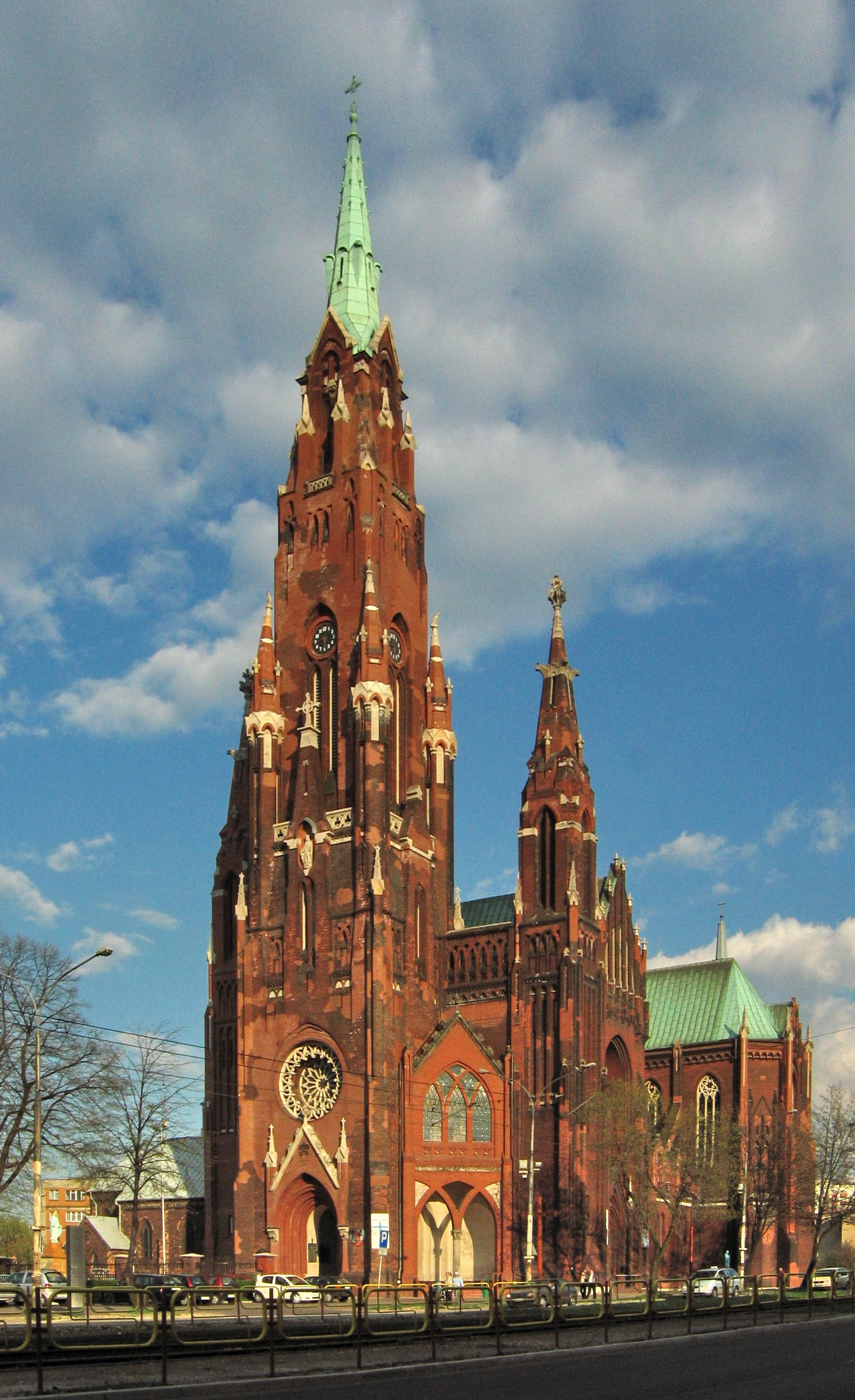
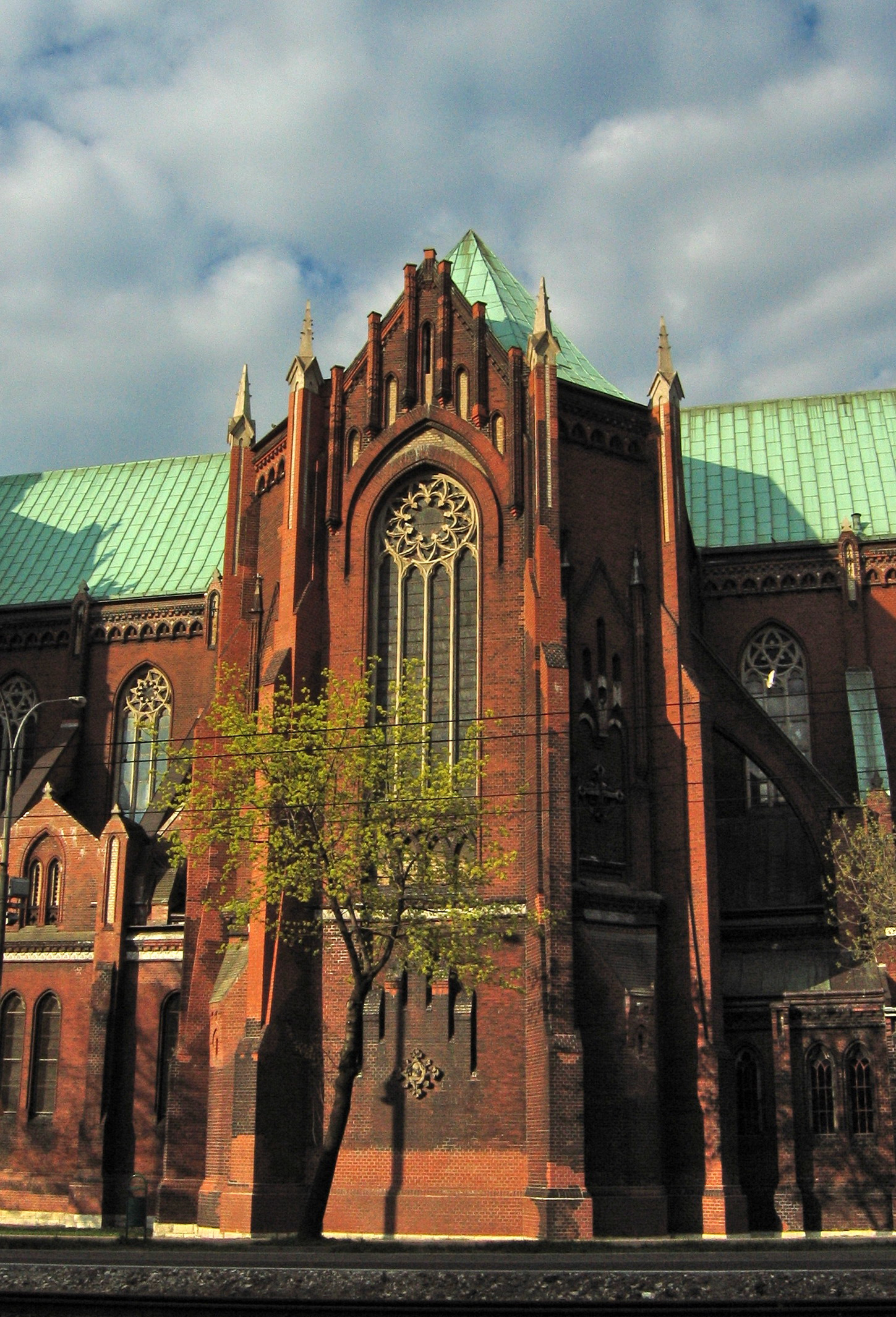
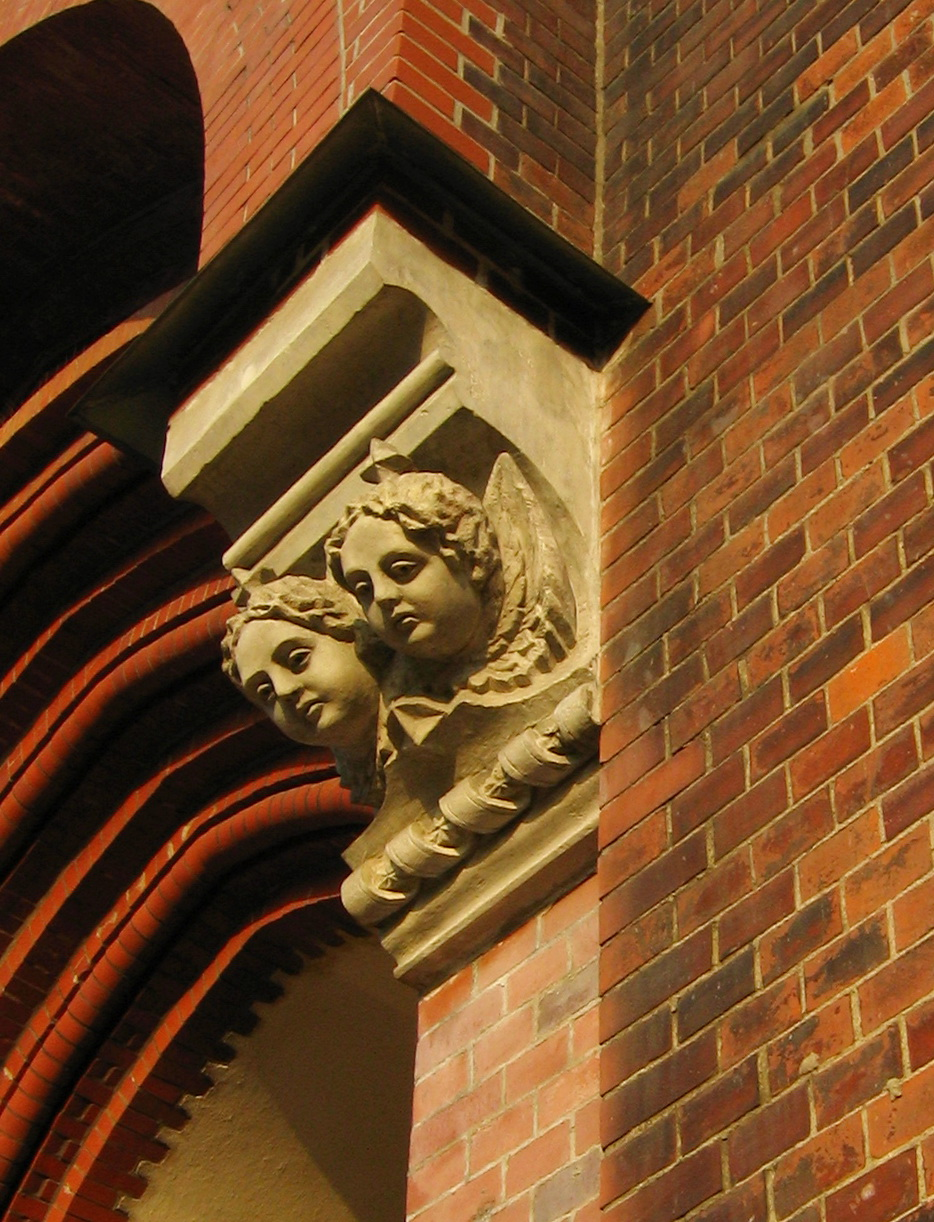